# 4105 Tsia
(4105) Tsia is een planetoïde uit de hoofdgordel die op 5 maart 1989 werd ontdekt door Eleanor Helin van het Palomar-observatorium.
De planetoïde werd vernoemd naar een oud zonnesymbool van de Zia Pueblo - indianen. Dit symbool staat thans nog op de vlag van New Mexico. 